# Bergums församling

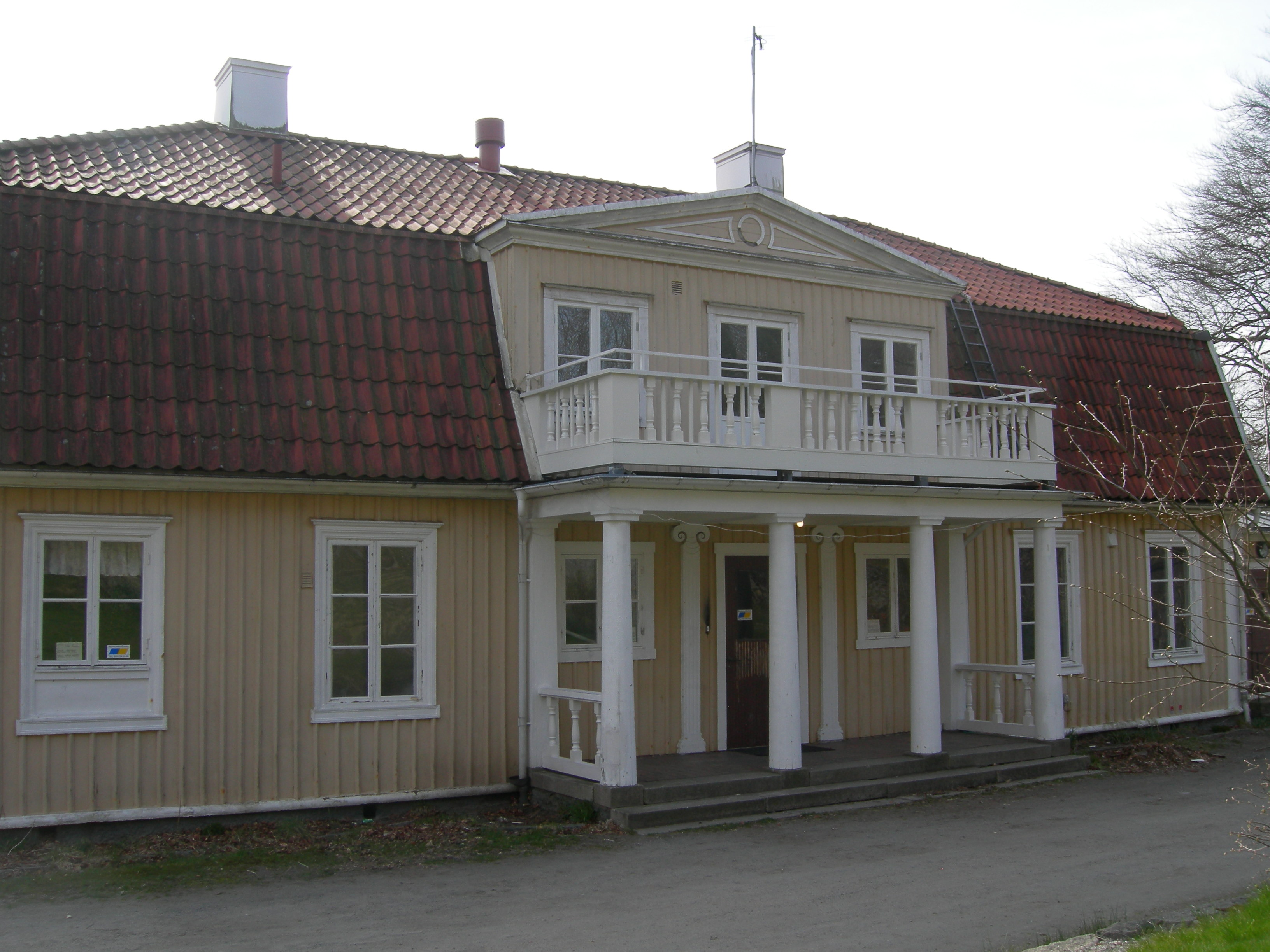
Bergums prästgård, som tidigare beboddes av församlingsprästen.

Bergums församling var en församling i Nylöse kontrakt i Göteborgs stift. Församlingen låg i Göteborgs kommun i Västra Götalands län och ingick i Angereds pastorat. Församlingen uppgick 2014 i Angereds församling.

## Administrativ historik
Församlingen har medeltida ursprung. 
Församlingen ingick till 27 oktober 1865 i ett pastorat där (Stora) Lundby församling var moderförsamling, undantaget från början av 1600-talet till 1693 då denna församling var annexförsamling i pastoratet Angered och Bergum. Från 27 oktober 1865 till 1962 var församlingen åter annexförsamling i pastoratet Angered och Bergum för att därefter till 1967 vara annexförsamling i pastoratet Stora Lundby, Östad och Bergum. Från 1967 till 2014 var den ännu en gång annexförsamling i pastoratet Angered och Bergum som från 2012 även omfattade Gunnareds församling. Församlingen uppgick 2014 i Angereds församling.

## Kyrkor
- Bergums kyrka

## Areal
Bergums församling omfattade den 1 november 1975 (enligt indelningen 1 januari 1976) en areal av 57,1 kvadratkilometer, varav 55,7 kvadratkilometer land.